# 16518 Akihikoito
16518 Akihikoito este un asteroid din centura principală de asteroizi.

## Descriere
16518 Akihikoito este un asteroid din centura principală de asteroizi. A fost descoperit pe 16 noiembrie 1990 la Okutama de Tsutomu Hioki și Shuji Hayakawa. Asteroidul prezintă o orbită caracterizată de o semiaxă mare de 2,25 ua, o excentricitate de 0,14 și o înclinație de 4,5° în raport cu ecliptica.